# Timpetill. La città senza genitori
Timpetill. La città senza genitori (Timpetill - Die Stadt ohne Eltern) è un romanzo scritto da Henry Winterfeld e pubblicato nel 1937.
Da questo romanzo è stato tratto il film francese I ragazzi di Timpelbach.

## Trama
Timpetill è un piccolo villaggio medievale che sembra calmo e pacifico. Ma in estate. Anzi, da qualche tempo i bambini fanno battute multiple e brutti scherzi contro i loro compagni e i loro genitori. Esasperati, scelgono di spaventare i bambini abbandonandoli per un giorno intero, fingendo di andarsene per sempre.
Ma l'avventura gira male quando i genitori, persi nella foresta, vengono arrestati da soldati stranieri che li accusano di aver tentato un'invasione del loro paese.
Nel villaggio di Timpetill, i bambini devono organizzarsi di fronte alla scomparsa dei loro genitori. Molto rapidamente compaiono due bande opposte: una, guidata da Oscar, è organizzata in violenza, grandi feste ed eccessi; l'altro, molto ragionevole, è organizzato con Thomas, Manfred e Marianne per ricreare una copia democratica ma conforme e moralizzante della società dei loro genitori.
Alla fine, i genitori tornano al villaggio dopo un momento di assenza e vengono accolti dai bambini che hanno preparato una piccola cerimonia per loro.

## Edizioni
- Timpetill, la Città senza genitori. Romanzo per ragazzi con illustrazioni dell'autore, traduzione di Carlotta Schimansky e Maria Tibaldi Chiesa, 1ª ed., Milano, S.A. Ed. Genio (Tip. L. Rosio), 1941.
- Timpetill. La città senza genitori, traduzione di Carlotta Schimansky e Maria Tibaldi Chiesa, presentazione di Tullio De Mauro; introduzione di Carmine De Luca, I sassi magici. Ragazze & ragazzi n. 1, Ellera Umbra, Era Nuova, 1997,  p. 200, ISBN 88-85411-23-1.
- Timpetill. La città senza genitori, traduzione di Carlotta Schimansky e Maria Tibaldi Chiesa, presentazione di Tullio De Mauro; introduzione di Carmine De Luca, I sassi magici. Ragazze & ragazzi n. 1, Perugia, Era Nuova, 2008,  p. 214, ISBN 978-88-85411-23-4.

## Adattamento cinematografico
- I ragazzi di Timpelbach (Les Enfants de Timpelbach), regia di Nicolas Bary (2008)